# Embalse de Karún-2
El embalse de Karún-2, también conocido como embalse de  Masjed Soleyman (en persa  سد مسجدسلیمان ), se encuentra en el río Karún, en la provincia de Juzestán, en Irán, a 25 km al nordeste de Masjed Soleyman, capital del condado de su mismo nombre, a 160 km de Ahvaz, a unos 26 km aguas abajo del embalse de Karún-1 y a 90 km del embalse de Gotvand.
La presa es de materiales sueltos, tiene 177 m de altura desde los cimientos y una longitud de 497 m entre las paredes de roca. Tiene una anchura de 780 m en la parte inferior y 15 m en la superior. Tiene un desagüe a la derecha de la presa de hormigón con 5 compuertas y una caída de 420 m, con una capacidad de 21.700 m³/s.
Contiene dos estaciones hidroeléctricas, una se completó en 2003 y la otra en 2007. Cada una contiene cuatro hidroturbinas conectadas a sendos generadores eléctricos de 250 MW para una producción combinada de 2000 MW.
Recibió el nombre de la ciudad más cercana, Masjed Soleyman. Forma parte de un amplio proyecto para controlar el caudal del río Karún y producir energía hidroeléctrica que incluye, en el mismo río, los embalses de Karún-1, con 2000 MW en 2004, Karún-3, con 2000 MW en 2005, y Karún-4, con 1020 MW en 2010. Como parte del mismo proyecto se puede considerar el embalse de Dez, en el río Dez, el afluente más importante del río Karún, y el futuro embalse de Bakhtyari, en el afluente de este nombre del Dez.